# Schwäbisch Hall

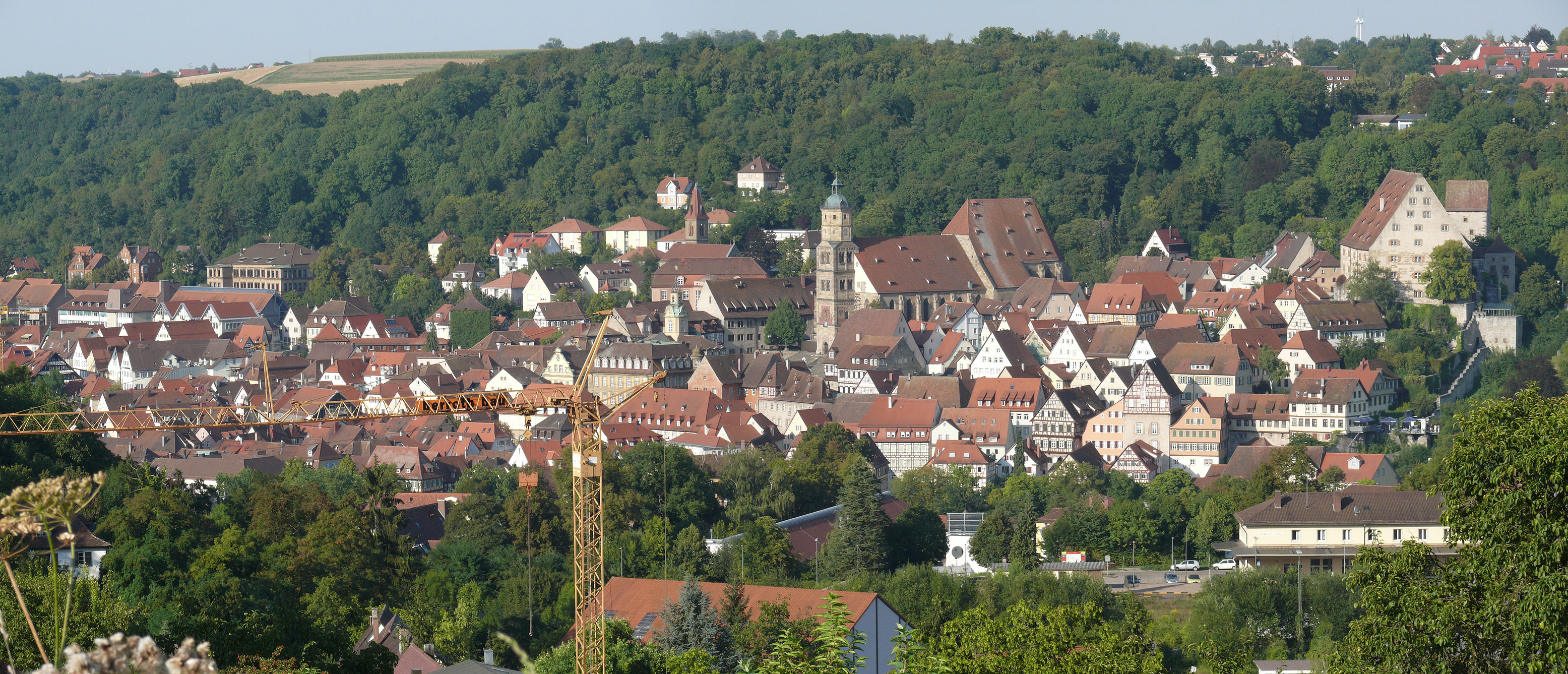
Imagine panoramică

Schwäbisch Hall este un oraș în districtul Schwäbisch Hall, landul Baden-Württemberg, Germania, la aproximativ 37 km est de Heilbronn și 60 km nord-est de Stuttgart.
1. ↑   http://www.statistik.baden-wuerttemberg.de/BevoelkGebiet/Bevoelkerung/01515020.tab?R=GS127076 Lipsește sau este vid: |title= (ajutor)